# Tetete
El tetete (teteté) és una llengua morta de la família lingüística tucana parlada anteriorment pel poble tetete que vivia al territori oriental de la jungla de Cofán, prop de la frontera amb Colòmbia, a l'Equador, similar al siona. La llengua també es parlava anteriorment a Colòmbia, però ara hi ha desaparegut. El poble tetete no va sobreviure al segle xx. A finals dels anys seixanta, es calculava que la llengua només tenia dos parlants. Es considera que va cessar el 2010 i s'atribueix a companyies petrolieres i missioners que operen a la regió.